# Jean-François Le Roch
Jean-François Le Roch, né le 17 janvier 1956 à São Paulo, est un homme d'affaires et un pilote automobile français. Il est le fils de Jean-Pierre Le Roch, le fondateur d'Intermarché.

## Biographie

### Homme d'affaires
Fils de Jean-Pierre Le Roch, le fondateur d'Intermarché, il se lance dans le commerce de détail, puis il part aux États-Unis pour exploiter un supermarché près de Seattle pendant six ans. Appelé par l'Armée, il rentre en France en 1992 et sert au sein de la Force de protection des Nations unies lors de la guerre de Bosnie-Herzégovine. Il s'attache à ce pays pendant le conflit et y créé plusieurs supermarchés. Le premier est ouvert en 1999 à Sarajevo, le deuxième durant l'été à Tuzla et enfin un troisième à Banja Luka en fin d'année 2001. 
Il a également fondé le premier lycée français à Sarajevo avant de créer l'association « Expansion des écoles françaises internationales » Scolae Mundi qui a créé ou repris des écoles dans d'autres pays de la région (Macédoine, Albanie, Kosovo, Monténégro) puis en Ukraine (Odessa) et en Russie (École française André-Malraux de Saint-Pétersbourg).

### Pilote automobile
En 2006, il participe aux 24 Heures du Mans. Au volant de la Courage C65 de G-Force Racing, il abandonne sur un problème de boîte de vitesses,,.
En 2007, il pilote pour AutoGT Racing en Championnat d'Europe FIA GT3.